# Sendang Sari
Sendang Sari is een bestuurslaag in het regentschap Asahan van de provincie Noord-Sumatra, Indonesië. Sendang Sari telt 5843 inwoners (volkstelling 2010).